# Alofau
Alofau är en ort i Amerikanska Samoa (USA).   Den ligger i distriktet Östra distriktet, i den västra delen av landet, 11 kilometer öster om huvudstaden Pago Pago. Alofau ligger 87 meter över havet och antalet invånare är 465. Den ligger på ön Tutuila Island.
Terrängen runt Alofau är kuperad åt nordväst, men åt nordost är den platt. Havet är nära Alofau österut.  Närmaste större samhälle är Pago Pago, 10,8 kilometer väster om Alofau. 